# DrefQuila
Claudio Ignacio Montaño Ceura (Coquimbo, 13 de noviembre de 1997), conocido artísticamente como DrefQuila, es un cantante, productor musical, diseñador y empresario chileno. En sus inicios se desempeñó como freestyler y rapero.
Ceura comenzó su carrera musical en 2014, y con más de diez proyectos distribuidos entre álbum de estudio, EPs y LPs, es considerado uno de los raperos más importantes e influyentes de su país, siendo también el primer rapero chileno en firmar con un sello discográfico internacional. Algunos de sus sencillos más conocidos son «A fuego», «Ella busca», «Qué será», «Olvida el miedo», «Tu droga» y «Sin culpa», este último en colaboración con Duki. También participó en las sesiones de Bizarrap, siendo parte de la sesión número 7.

## Biografía
Claudio nació el 13 de noviembre de 1997 en Coquimbo, Chile. Es hijo de Claudio Montaño y Hadeleyne Ceura, y tiene un hermano menor. Realizó sus estudios secundarios en el Colegio Bernardo O'Higgins de Coquimbo. Su interés por la música rap comenzó a los 12 años en su ciudad natal, con la canción «Cotidiano» de Movimiento Original, aclama “Fue mi primer amor. Gracias a esa canción me metí en la música”. Claudio al dejar la universidad en donde estudiaba tecnología médica, se dedicó completamente a la música.
En el año 2013, inició su carrera como freestyler abriéndose camino en la escena nacional compitiendo en varios lugares de su ciudad natal. También compitió en torneos como la Red Bull Batalla de los Gallos, El Quinto Escalón, Batalla de Maestros, entre otras.

## Carrera musical

### Inicios: «A Fuego» y reconocimiento
En 2014 el publica su primer disco de larga duración titulado Valium, el cual obtuvo un buen recibimiento. Se caracterizó por hacer un rap más bien "smooth" o relajado hasta el 2015 donde sus canciones tomaron elementos del trap y así dio un salto en su carrera.
En el año 2015 lanzó su primer álbum de estudio de nombre Amatista, este último fue uno de los que impulsó el reconocimiento de Dref, con sencillos como «Puissance» y «Como si fuera importante». Ese mismo año también saco su primer extended play titulado Cold. En el año 2016 sacó sencillos que consiguieron millones de reproducciones como «También en la Tormenta», «Ella Busca», «Una y Otra Vez», «Escape», entre otros.
En el año 2017 comenzó con sencillos como «Vamos Suave», «B.U.E.N.O», «Sorri, Sou Rei», entre otros. Ese mismo año, en abril sacó la canción «A Fuego», este sencillo fue el que impulsó su reconocimiento a nivel internacional. Siguió con los hits con temas como «UP», «Twelve», «Lo Mío», entre otros.  Aprovechando el éxito que estaba teniendo, lanzó su segundo long play titulado Giddy up, este contó con 6 sencillos y colaboraciones con artistas como Big Soto. Meses después lanzó el EP titulado Dolce Beijo con influencias portuguesas, siendo grabado y mezclado en RedBull Studio de São Paulo, Brasil. Posteriormente, lanzó sencillos como «Tamo Tranquilo'» y «Goosebumps» con el rapero venezolano Akapellah. Finalizando el año 2017, con reconocimiento en todo Latinoamérica se retiró de las batallas y se dedicó completamente a la música.

### 2018-2020:AquayKun
En 2018 lanzó títulos como «Que Será», «Olvida el Miedo», «Exhibicionista» entre otros. Luego de su éxito de forma independiente, firma con la disquera Warner Music Chile, cediendo todos sus derechos a esta. Lanza su primer sencillo bajo la disquera titulado «FÉ», la cual argumentó como "una canción cargada de sentimiento". Posterior a su firma, en ese mismo año, dio pasó a su primer álbum de estudio, de nombre AQUA, este contó con sencillos como «Si te pienso» o «Yo sé».

En diciembre de 2018 lanzó en dúo con el trapero argentino Duki, el sencillo «Sin culpa», convirtiéndose en el máximo éxito de sus carreras, acumulando centenas de millones de reproducciones en plataformas como YouTube y Spotify. Durante ese año, y a principios del 2019, el artista hizo presentaciones en festivales de música como el Cosquín Rock, La Cumbre, Lollapalooza Chile, ese mismo año participó en las sessiones de Bizarrap, siendo parte de la «DrefQuila: BZRP Music Sessions, Vol. 7».

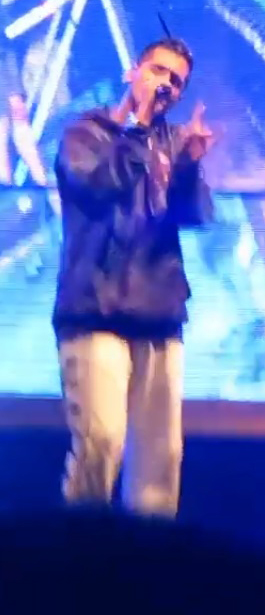
Drefquila en show, extraído de YouTube. 2019

A mediados del año 2019 lanzó «Me entiendes», el cual fue el primer sencillo de su álbum KUN. En 2020 lanzó su segundo álbum de estudio, de nombre KUN. Este cuenta con colaboraciones de los artistas Polimá WestCoast, Tommy Boysen, MelyMel y Marlon Breeze. El resto de ese año lanzó varios sencillos, como «Tukum», «Una estrella», «Ring» y «To' Tu Size» y «Mariao».

### 2021-2023: Éxito internacional:AETMyClaudito Sunshine
En el año 2021 lanzó su tercer EP titulado Aunque estén todos mirando, el cual constó de 6 sencillos como «Buenos días», junto al artista argentino Bhavi o «Baile», junto a Latenightjiggy. Posterior a esta producción hizo una presentación de sus canciones éxitos como «Yo sé», «Qué será», «Exhibicionista», «Olvida el miedo», «Demasiao», «Tu droga», entre otros, juntándolas posteriormente en su primer álbum en vivo llamado Una flor en el cemento. En noviembre del mismo año, lanzó su cuarto álbum de estudio titulado Claudito Sunshine con 12 sencillos y éxitos como «Túnel», «Otro hook», «Casita en el árbol» y otros. Fue uno de los más destacados comercialmente.

### 2024-actualidad:Los sentimientos de un robotyLos 4F
El cantante anunció a fines de marzo que tenía finalizado su próximo disco titulado Los sentimientos de un robot, y después de marketing con este anunció la pre-escucha del mismo para el día 18 de abril de 2024, sin embargo, el álbum fue publicado el 16 de mayo. El álbum contó con 13 sencillos y colaboraciones con YSY A, Harry Nach, Joe Vasconcellos, Gloria Simonetti, Easykid, entre otros. Con el proyecto inició su gira en Hispanoamérica, presentándose en países como Argentina, México, Perú y Chile. A tan solo un mes de su lanzamiento el disco cosechaba 295 mil reproducciones diarias en Spotify.
El 5 de septiembre de ese año lanzó su primer extended play colaborativo, titulado Los 4F: El Orígen, junto a Young Cister, Easykid y Kidd Voodoo. El álbum de siete sencillos ingresó al top 10 de debut globales en Spotify. El primer sencillo del proyecto «Maniática» se destacó como el tema más reproducido.

## Otros proyectos
A mediados del 2018, lanzó su propia marca de ropa y otros accesorios llamada Bees and Honey (BAH). La marca, con su nombre, se centra en la naturaleza, incursionando en un diseño artesanal de indumentaria.

## Discografía
| - 2015: Amatista - 2018: Aqua - 2020: Kun - 2021: Claudito Sunshine - 2024: Los sentimientos de un robot | - 2015: Cold - 2017: Giddy Up - 2017: Dolce Beijo - 2021: Aunque estén todos mirando - 2022: Diablo Santo | - 2014: Valium |

| - 2018: Trend | - 2021: Una flor en el cemento | - 2024: Los 4F: El Orígen |